# Hoplia euphratica
Hoplia euphratica är en skalbaggsart som beskrevs av Zaitzev 1923. Hoplia euphratica ingår i släktet Hoplia och familjen Melolonthidae. Inga underarter finns listade i Catalogue of Life.